# 七森莉莉
七森莉莉（日语：七ツ森りり，1995年11月11日—），日本AV女優和時裝模特。所屬事務所是T-POWERS。

## 簡歷
父親是日本人而母親是菲律賓人。CHOKi CHOKi girls的專屬模特兒。期間曾用「松本鈴香」為藝名，所屬事務所是Nom de plume。
2020年7月13日在Twitter上宣布轉移到新的事務所（T-POWERS）並改名為「七ツ森りり」，Twitter帳號則繼續使用。同月17日宣布將於8月19日正式成為AV女優。預約開始時在FANZA的排名中排第1名。預約數在7月15日於FANZA的每周排名中獲得第1名。
2020年9月10日建立YouTube頻道 『りりぴちゃんねる』。
在2020年12月發表的「FLASH 2020年現役最強セクシー女優BEST100」的讀者投票中排第25名。
根據アサヒ芸能的調查（FANZA協助），出道作在2020年AV年度銷量排名中獲得第1名。同一年的第2部作品『めちゃイキ!初体験3本番初めて尽くしの6コーナースペシャル』則排第18名。

## 外部連結
- 七森莉莉的X（前Twitter）
- 七森莉莉的Instagram帳戶（2020年 - ）
- 七ツ森りり的TikTok
- YouTube上的りりぴちゃんねる頻道
- reikamatsumoto的Instagram帳戶[]（ - 2020年）
- 松本鈴香 公式ブログ Powered by LINE - LINE BLOG（存檔）

1. "松本鈴香"[] N.D.Promotion
2. "Vol.01 れぴぽちゃに聞く、音楽に関する5つのこと" （页面存档备份，存于） M-ON! Press （页面存档备份，存于） (2014年2月20日)
3. "Special Interview 松本鈴香" - teena（存檔）
4. "松本鈴香のライフスタイルインタビュー" （页面存档备份，存于） WEGO前輩's CITY LIFE!
5. みんなの憧れ♡チョキガ専属モデルの"れぴぽちゃ"こと松本鈴香ちゃんまとめ♡ （页面存档备份，存于）

※18禁網站
- 公式プロフィール （页面存档备份，存于） - T-POWERS